# Спондиліт
Спондиліт (англ. spondylitis) — запальне захворювання хребта.

## Різновиди
Хроні́чний деструкти́вний спондилі́т — характеризується тривалим хвилеподібним або прогресуючим перебігом, ураженнями різної поширеності, послідовним збільшенням деструктивних змін у хребці після чергового загострення. Метатуберкульозна спондилопатія характеризується відносною стабілізацією специфічного процесу на різні строки, а також різним ступенем анатомо-функціональних і дистрофічних змін всіх елементів хребта.